# PGC 3700466
LEDA/PGC 3700466 ist eine Galaxie im Sternbild Taube am Südsternhimmel, die schätzungsweise 637 Millionen Lichtjahre von der Milchstraße entfernt ist. Gemeinsam mit IC 2135 und PGC 17443 bildet sie ein optisches Galaxientrio.